# Siemomysł
Siemomysł (oder Ziemomysł) war ein legendarischer Fürst in Polen im 10. Jahrhundert. Seine historische Existenz ist unsicher. Als Sohn des Lesteks entstammte er dem Adelsgeschlecht der Piasten.

## Leben
Siemomysł wurde nur in der Gesta principum Polonorum des Gallus Anonymus erwähnt. Da er in keiner anderen schriftlichen Quelle seiner Zeit genannt wurde, ist unsicher, ob er als Person existierte.
Er war angeblich ein Sohn von Lestek und ein Nachkommen von Piast. 
Siemomysł wurde als Vater von Fürst Mieszko I. bezeichnet. Dieser war der erste historisch belegbare Herrscher in Großpolen.
In der polnischen Geschichtswissenschaft gibt es eine große Unsicherheit, ob Siemomysł als Person existierte.
Die meisten Autoren nehmen seine Existenz an, so Henryk Łowmiański, Gerard Labuda und Kazimierz Jasiński.
Mieszko hatte vor 963 ein Herrschaftsgebiet im Gebiet um Posen und Gnesen übernommen (oder erobert?), das bereits existierte. Archäologisch sind einige Burgen aus dieser Zeit bekannt.
Es wurde vermutet, dass Siemomysł auch der Vater von Czcibor, einem historisch erwähnten Bruder Mieszkos, und eines weiteren Bruders war, dessen Name nicht bekannt ist.
Über Ehefrauen und weitere Nachkommen wurden in der historischen Forschung Vermutungen angestellt, zum Beispiel, dass eine Ehefrau Gorka hieß. 
1046 wurde in Pommern ein Herzog Zemuzil erwähnt. Es ist nicht klar, ob dieser ein Nachkomme von Siemomysł war.
Der Name Siemomysl ist verwandt mit verschiedenen Namen der böhmischen Přemysliden (vgl. auch die Burg Przemyśl).
Er wird heute meist als aus dem slawischen siemia Familie und mysl Gedanke gedeutet.